# ایگناسیو پرس
ایگناسیو پرس (اسپانیایی: Ignacio Pérez‎; ۱۹ دسامبر ۱۹۳۴ – ۱۶ نوامبر ۲۰۰۹) بازیکن فوتبال اهل کلمبیا بود.
از باشگاه‌هایی که در آن بازی کرده‌است می‌توان به باشگاه فوتبال دپورتیوو پریرا، باشگاه فوتبال سانتا فه، باشگاه فوتبال ایندپندینته مدئین، و باشگاه فوتبال اونس کالداس اشاره کرد.
وی همچنین در تیم ملی فوتبال کلمبیا بازی کرده‌است.